# Stiftskirche Kleve

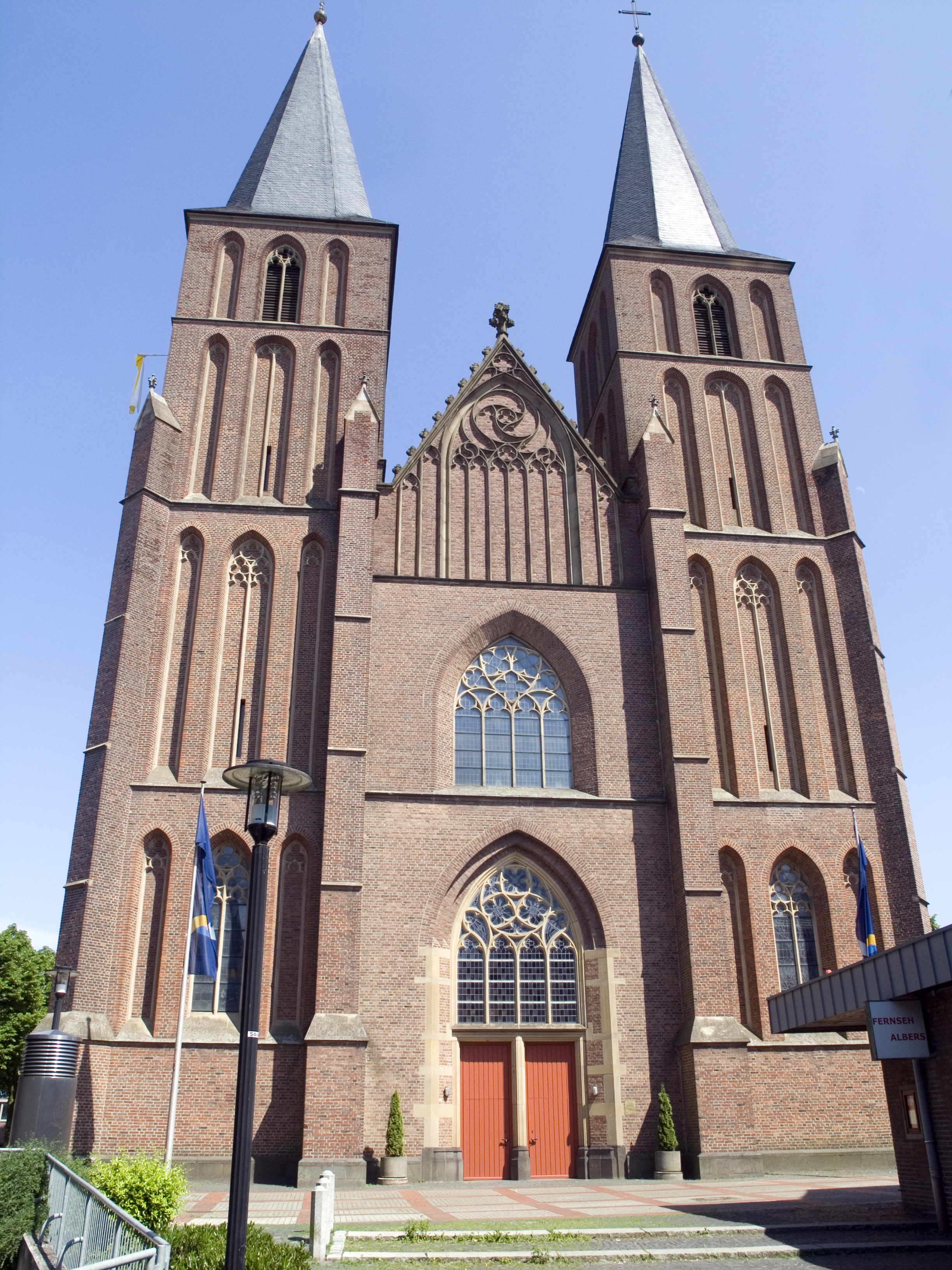
Propstei- und Stiftskirche St. Mariä Himmelfahrt Kleve (Turmfront)

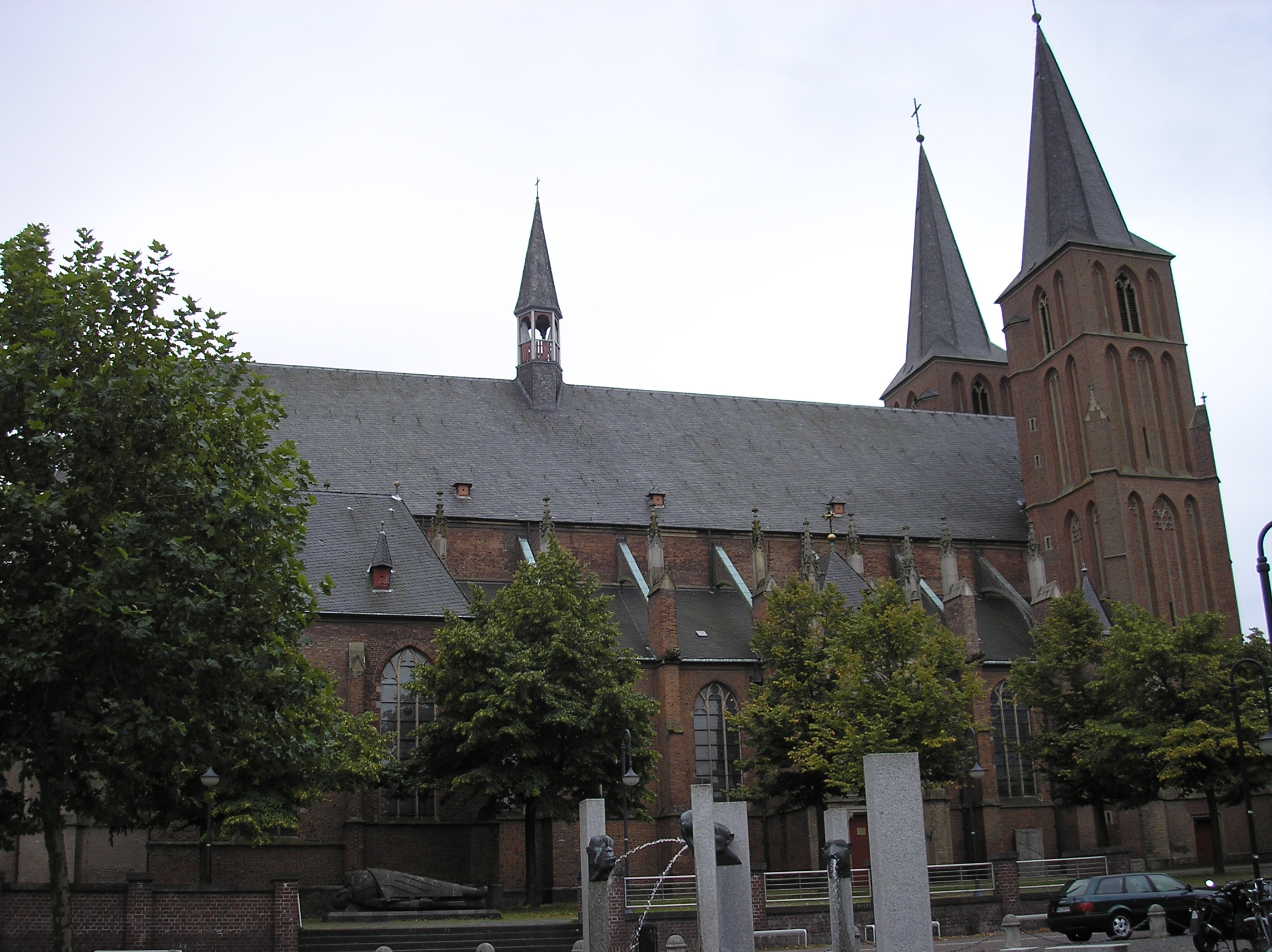
Propstei- und Stiftskirche St. Mariä Himmelfahrt Kleve (Nordseite)

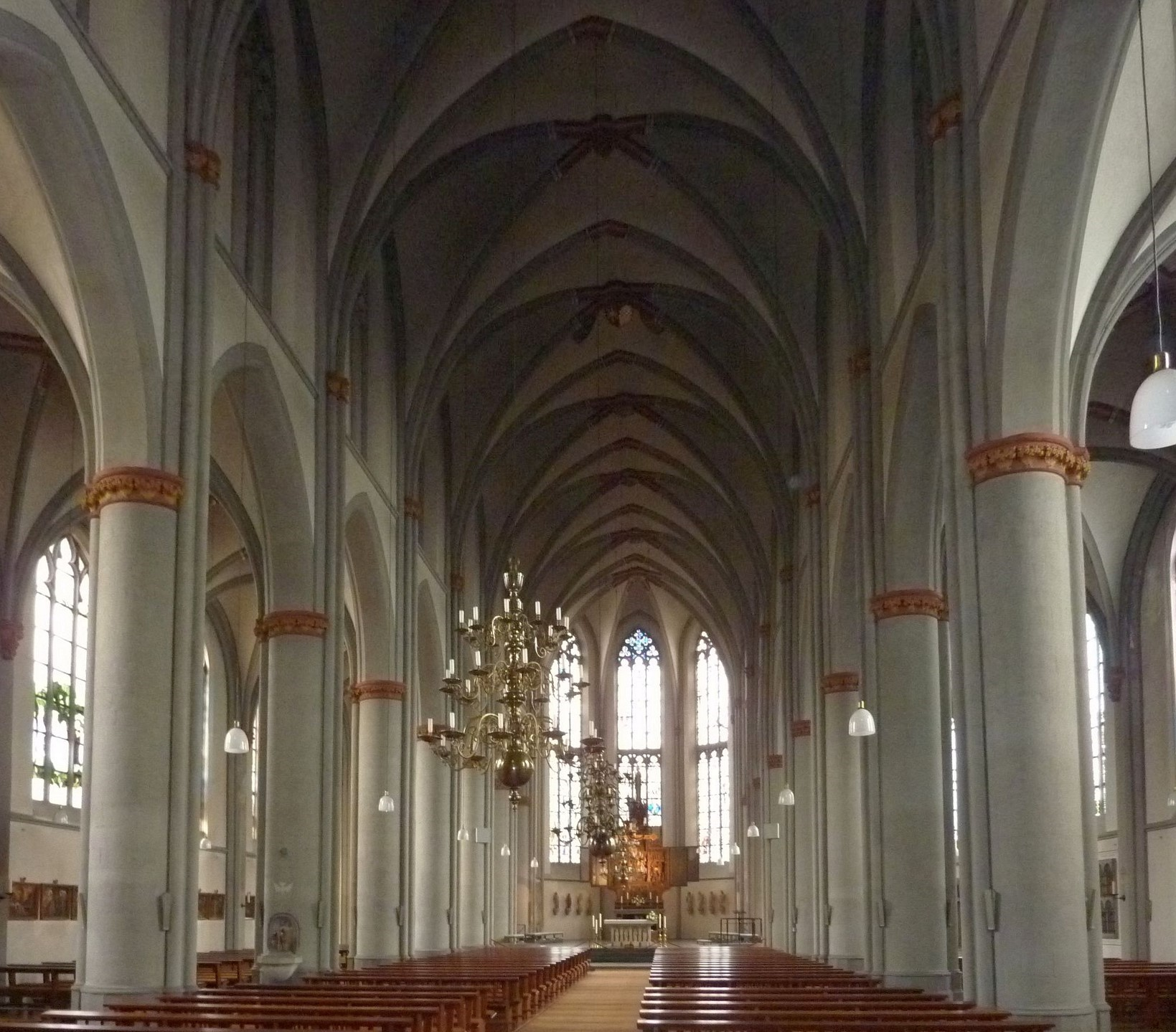
Blick durch das Langhaus

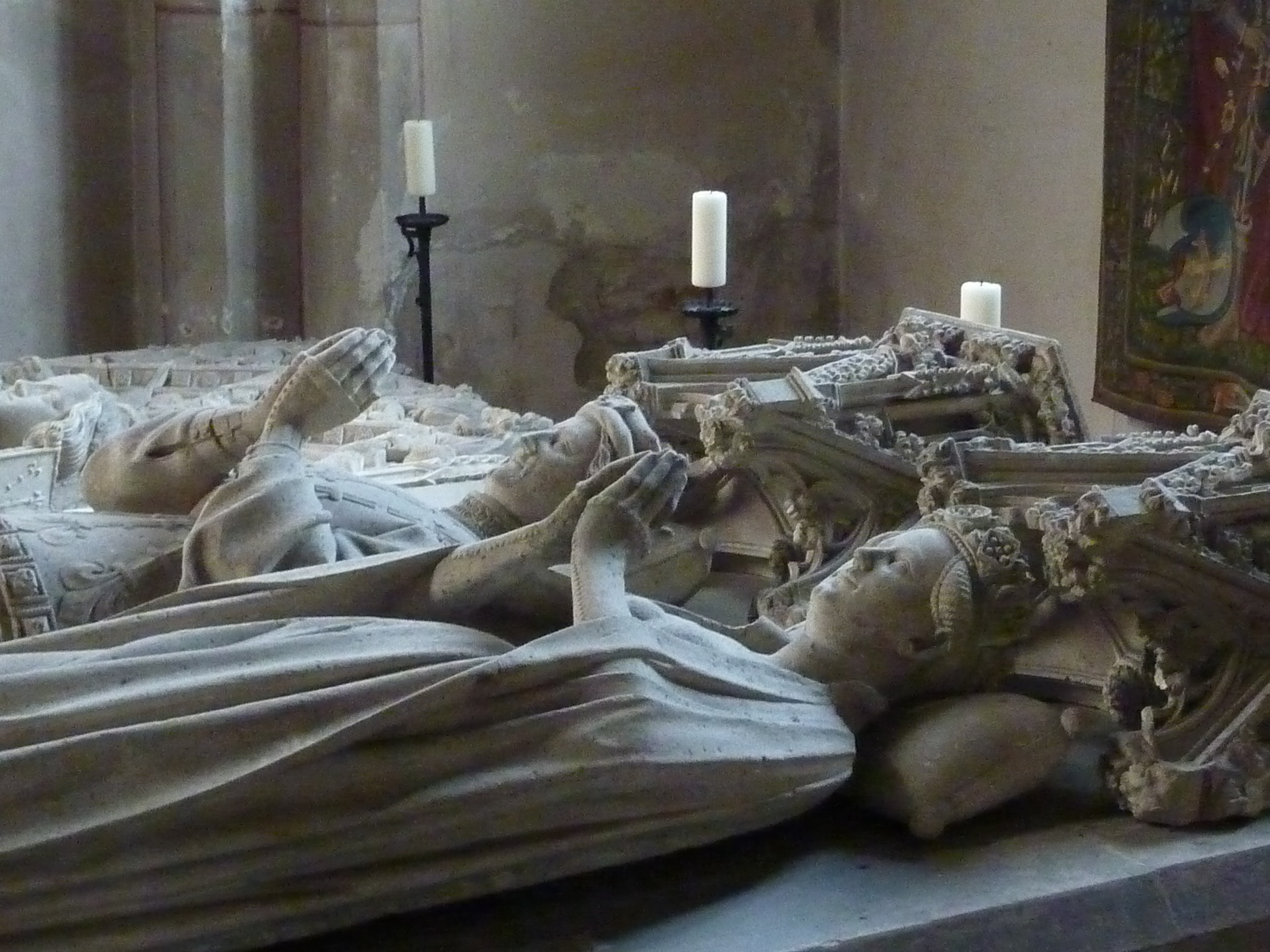
Grabmäler in der Seitenkapelle (Herzogsgruft)

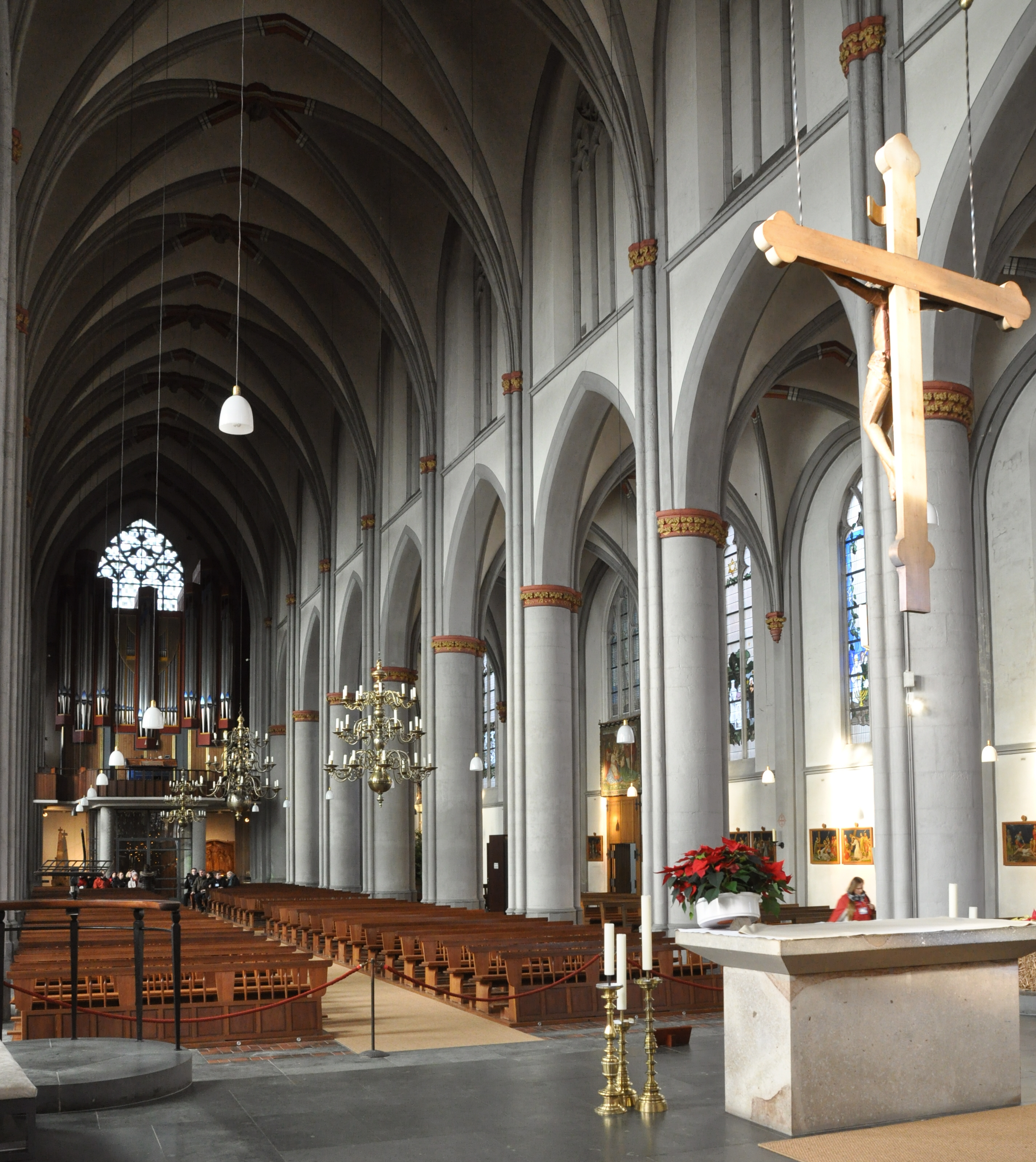
Blick durch das Mittelschiff in Richtung der Rieger-Orgel

Die Stifts- und Propsteikirche St. Mariä Himmelfahrt Kleve (kurz auch nur Stiftskirche Kleve genannt) ist eine Propsteikirche im Bistum Münster und die römisch-katholische Pfarrkirche von Kleve. Sie steht unter dem Patrozinium von St. Mariä Himmelfahrt. Die Kirchengemeinde/ Propstei hatte 12.183 Mitglieder mit Stand Dezember 2023 und 11.886 mit Stand Dezember 2024.

## Pfarre
1170 wird eine Kirche bei der Burg Kleve erwähnt. Bei der Gründung der Stadt Kleve 1242 blieb diese Kirche zunächst außerhalb der Stadtbefestigung. Innerhalb der Stadtmauern wurde eine Filialkirche errichtet, an der sich ein Minoritenkonvent ansiedelte. Von 1341 bis 1802 war die Pfarre Kleve dem landesherrlichen Marienstift inkorporiert. 1924 wurde die Klever Unterstadtkirche St. Mariae Empfängnis als selbständige Gemeinde abgepfarrt, 1950 die neue Christus-König-Pfarre eingerichtet. 1967 wurde die Pfarre St. Mariae Himmelfahrt zur Propstei und die Stiftskirche zugleich auch zur Propsteikirche erhoben. Der jeweilige Pfarrer trägt seither den Titel Propst. Bei der 2005 erfolgten Zusammenlegung der Klever Stadtpfarreien St. Mariae Himmelfahrt, St. Mariä Empfängnis, Christus-König, Herz Jesu und der Pfarre St. Lambertus Donsbrüggen wurde die Stiftskirche Pfarrkirche der neuen Pfarre St. Mariae Himmelfahrt.

## Stift
1334 hatte Graf Dietrich IX. von Kleve ein Marienstift auf seiner Burg Monterberg bei Kalkar gegründet, das 1341 unter Mitwirkung seines Bruders Johann in die Stadt Kleve verlegt wurde. Zweck dieses Kanonikerstifts war vor allem die Versorgung landesherrlicher Beamter. Bis 1366 waren die 13 vorgesehenen Pfründen dotiert worden, 1441 wurde die Propstei eingerichtet. 1802 wurde das Klever Stift im Zuge der napoleonischen Säkularisation aufgehoben.

## Baugeschichte
Die alte Pfarrkirche von Kleve war eine romanische, dreischiffige Basilika aus Tuffstein. Nach der Verlegung des Marienstifts von Monterberg nach Kleve legte Graf Dietrich IX. am 12. August 1341 den Grundstein zu einem gotischen Neubau. Die Arbeiten schritten so schnell voran, dass er 1347 in der Baustelle des Chors bestattet werden konnte, der 1356 geweiht wurde. Das Kirchenschiff war bis 1394 vollendet, 1426 war auch die Fertigstellung der Doppelturmfassade abgeschlossen. Während des Zweiten Weltkriegs wurde die Kirche fast völlig zerstört. Bis 1956 konnte die Kirche (zunächst ohne die Turmfront) wiederhergestellt werden. Der Wiederaufbau der Türme nach historischem Vorbild wurde 1969 abgeschlossen.

## Ausstattung

### Fenster
Die heutigen Kirchenfenster wurden über einen Zeitraum von 50 Jahren (1956 bis 2006) erschaffen. An ihrer Gestaltung waren namhafte Künstler beteiligt wie etwa Dieter Hartmann, Hans Lünenborg und Ursula Lünenborg, Johannes Richstätter, Paul Weigmann.

### Orgel
Die Orgel der Stiftskirche wurde von der österreichischen Orgelbaufirma Rieger erbaut und am 20. September 1992 geweiht. Das Schleifladeninstrument hat 45 klingende Register, verteilt auf drei Manuale und Pedal. Die Spieltraktur und die Normalkoppeln sind mechanisch, die Registertraktur und die Oktavkoppeln elektrisch.
| I Grand Orgue C–a3 |                   |      |
| 1.                 | Montre            | 16′  |
| 2.                 | Montre            | 8′   |
| 3.                 | Flûte harmonique0 | 8′   |
| 4.                 | Salicional        | 8′   |
| 5.                 | Bourdon           | 8′   |
| 6.                 | Prestant          | 4′   |
| 7.                 | Doublette         | 2′   |
| 8.                 | Cornet V          | 8′   |
| 9.                 | Fourniture IV     | 2′   |
| 10.                | Cymbale III       | 2⁄3′ |
| 11.                | Bombarde          | 16′  |
| 12.                | Trompette         | 8′   |
| 13.                | Clairon           | 4′   |

| II Positif expressif C–a3 |               |        |
| 14.                       | Principal     | 8′     |
| 15.                       | Bourdon       | 8′     |
| 16.                       | Octave        | 4′     |
| 17.                       | Flûte douce   | 4′     |
| 18.                       | Nasard        | 2 ⁄3′  |
| 19.                       | Doublette     | 2′     |
| 20.                       | Tierce        | 1 3⁄5′ |
| 21.                       | Larigot       | 1 ⁄3′  |
| 22.                       | Plein Jeu IV0 | 1′     |
| 23.                       | Trompette     | 8′     |
| 24.                       | Clarinette    | 8′     |
|                           | Tremblant     |        |

| III Récit expressif C–a3 |                       |       |
| 25.                      | Quintaton             | 16′   |
| 26.                      | Flûte traversière     | 8′    |
| 27.                      | Viola da Gamba        | 8′    |
| 28.                      | Voix céleste          | 8′    |
| 29.                      | Flûte octaviante      | 4′    |
| 30.                      | Octavin               | 2′    |
| 31.                      | Carillon III          | 2 ⁄3′ |
| 32.                      | Tuba magna            | 16′   |
| 33.                      | Trompette harmonique0 | 8′    |
| 34.                      | Basson-Hautbois       | 8′    |
| 35.                      | Voix humaine          | 8′    |
| 36.                      | Clairon harmonique    | 4′    |
|                          | Tremblant             |       |

| Pédale C–f1 |                 |     |
| 37.         | Soubasse        | 32′ |
| 38.         | Contrebasse     | 16′ |
| 39.         | Soubasse        | 16′ |
| 40.         | Basse           | 8′  |
| 41.         | Bourdon         | 8′  |
| 42.         | Flûte           | 4′  |
| 43.         | Contrabombarde0 | 32′ |
| 44.         | Bombarde        | 16′ |
| 45.         | Trompette       | 8′  |

- Koppeln:
  - Normalkoppeln II/I, III/I, III/II, I/P, II/P, III/P
  - Suboktavkoppeln III/I, III/III
  - Superoktavkoppeln III/P
- Spielhilfen:
  - 12 generelle Setzer auf 16 Ebenen
  - 1 Standardcrescendo und drei individuell setzbare Crescendi
  - Tutti
  - je Werk ein Appel-Tritt
- 32′-Register: Die beiden 32′-Extensionen befinden sich hinten in der Orgel.
- Kuckuck (Heuss Orgelteile, Dezember 2022)
- 2022 wurden durch die Orgelbaufirma Rieger drei weitere Effektregister hinzugefügt: 1. Celesta (39 Töne, Einbau-Celesta von Schiedmayer) | 2. Röhrenglockenspiel (25 Töne) | 3. Cymbelstern (6 Glöckchen) mit zwei sich im Prospekt drehenden Sternen.

### Glocken

#### Läuteglocken
In den beiden Türmen befindet sich ein 6-stimmiges Geläut. Im Frühjahr 2021 übernahm die Kirchengemeinde die Glocke b1 aus der früheren Auferstehungskirche in Kleve-Kellen, die in das bestehende Geläut (Nordturm) integriert wurde.
| Glocke | Name        | Gussjahr | Gießer, Ort                    | Durchmesser | Gewicht | Nominal (HT-1⁄16) |
| ------ | ----------- | -------- | ------------------------------ | ----------- | ------- | ----------------- |
| 1      | Groote Bomm | 2007     | Michael Reuter, Maria Laach    | 1780 mm     | 3800 kg | b0                |
| 2      | Maria       | 1961     | Monasterium Eijsbouts, Münster | 1550 mm     | 2300 kg | c1                |
| 3      | Josef       | 1961     | Monasterium Eijsbouts, Münster | 1300 mm     | 1500 kg | es1               |
| 4      | Ludgerus    | 1961     | Monasterium Eijsbouts, Münster | 1150 mm     | 1000 kg | f1                |
| 5      | Johannes    | 1961     | Monasterium Eijsbouts, Münster | 1030 mm     | 650 kg  | g1                |
| 6      | Erlöser     | 1965     | Glockengießerei Rincker, Sinn  | 910 mm      | 470 kg  | b1                |

Zudem befinden sich im Dachreiter noch zwei historische Glocken aus dem Jahre 1404. Beide tragen die gleiche Inschrift: Santa Catharina int jaer ons heren MCCCCIIII (Heilige Catharina im Jahre des Herrn 1404). Eine Glocke läutet zu den Stundengebetszeiten, die zweite erklingt als „Wandlungsglocke“.

#### Glockenspiel
Am 17. März 2017 wurde im Nordturm der Stiftskirche ein 14-stimmiges Glockenspiel mit den Schlagtönen es2–b3 installiert, welches von der Glockengießerei Eijsbouts im niederländischen Asten hergestellt wurde und über eine elektronische Tastatur oder einen Glockencomputer anspielbar ist. Die Glocken sind durch Spenden finanziert worden. Im Frühjahr 2021 wurde das Glockenspiel mit 9 Glocken aus derselben Glockengießerei zu einem 23-stimmigen „Carillon“ (es2, f2, g2, chromatisch weiter bis es4) erweitert. Das Glockenspiel erklingt dreimal täglich (11:46 Uhr – 15:46 Uhr – 18:31 Uhr) sowie zu besonderen Gelegenheiten.